# Pethia ticto
Pethia ticto là một loài cá cận nhiệt đới sống trong môi trường nước ngọt thuộc phân họ Cyprinidae trong họ cá chép. Nó có nguồn gốc từ thượng lưu sông Mekong, Salwen, Irrawaddy, Meklong và vùng phía trên của Charo Phraya, những khu vực này ở các nước Nepal, Ấn Độ, Pakistan, Myanmar, Bangladesh, Thái Lan và Sri Lanka. Nó thường bị nhầm lẫn với Odessa barb trong việc buôn bán các sinh vật thủy sinh.
Tình trạng bảo tồn của nó là ít được quan tâm.
Chúng có màu bạc vàng với hai đốm đen; một ngay trước khi vây ngực và một ở gần đuôi sau. Khi trưởng thành, nó phát triển với chiều dài tối đa lên đến 10 cm (4 in).
Nó thường được tìm thấy ở các hồ, sông cạn và nông, thường có đáy bùn. Nó hay ở tầng nước mặt.
Trong tự nhiên, chúng sống trong môi trường cận nhiệt đới và thích nước có độ pH là 6.0 - 7.0, độ cứng của nước là 10 dGH và nhiệt độ từ 14–22 °C (57-72 °F). Chúng là động vật ăn thịt nên thức ăn của nó là các loài động vật giáp xác nhỏ, côn trùng và các loài sinh vật phù du.
Ticto barb là một trong nhiều loài bà con của nó bị phân loại liên tục do nhầm lẫn và từng được cho là P. stoliczkana.

## Trong hồ cá
Loài Ticto barb là loài cá năng động và thích hồ nước tĩnh, nông với đáy bùn, nhiều cây như môi trường sống bản địa của chúng.
Chúng đẻ trứng ở nhiều nơi. Vào mùa sinh sản, chúng đẻ khoảng 150 quả trứng, mỗi lần khoảng 20 quả. Sau khi đẻ xong, con đực và con cái sẽ ăn bất kì quả trứng nào mà nó tìm thấy. Vì thế khi nuôi và muốn có cá con, tách cá bố mẹ sau khi chúng đẻ xong là điều cần thiết. Một ngày sau khi đẻ, trứng sẽ nở và con non sẽ bơi tự do sau một ngày tuổi.